# Kostel Narození Panny Marie (Olešky)
Kostel Narození Panny Marie je původně románský kostel ve vsi Olešky. Je chráněn jako kulturní památka.

## Historie
Kostel pochází z 2. poloviny 12. století. První zpráva o kostele se nachází v Libri confirmationi z roku 1386 a uvádí, že prezentační právo ke kostelu měl Chval z Kostelce, jinak ze Rzavého, purkrabí na Vyšehradě a to v letech 1381 až 1387. Další zmínka o kostele pochází z roku 1415, kdy měl podací právo benediktinský klášter v Ostrově a vladyka Jan z Blažimě. V průběhu let byly prováděny gotické a barokní úpravy. V roce 1722 byla v Popovičkách obnovena fara a tento filiální kostel pod ni spadal. V pozdním baroku došlo k přestavbě kostela, získal rokokový oltář a sochy biskupů. V poslední třetině 18. století byl kostel opraven. V roce 1881 namaloval Vilém Kandler obraz Narození Panny Marie, který byl vložen do retabula hlavního oltáře.

### Rekonstrukce v roce 2012
V únoru 2011 byl projekt na záchranu kostela přihlášen do výzvy Programu rozvoje venkova ČR a v rámci opatření s názvem "Ochrana a rozvoj kulturního dědictví venkova". Projekt se zabýval především obnovou exteriéru kostela, předně pak o sanaci střešní konstrukce, protože do stavby již zatékalo a voda rozkládala dřevěnou konstrukci pod střešní krytinou. Na věž byla položena prejzová krytina a na střechu lodě, presbytáře a sakristie bobrovky. Opraveny byla taktéž fasáda kostela, hromosvody, proběhla repase oken a dveří. V rámci rekonstrukce byly odvezeny z kostela varhany, aby tak unikly vlhkosti během doby, kdy byla z kostela sundaná střecha a byl chráněn pouze plachtami. Varhany byly odvezeny do kostela v Jažlovicích. V současnosti v kostele v Oleškách varhany nejsou a čeká se na jejich opravu.

## Stavba kostela
Kostel je jednolodní přibližně orientovaná stavba s barokně upravenou věží a sakristií. Do věže se lze dostat vnějším schodištěm, kterým se dostává také na kůr kostela k varhanám. Stavba je románského původu především v západní části lodi. Rozhraní mezi románskou částí a pozdně barokní nebo renesanční přístavbou je na kostele dobře znatelné. Mladší části prodloužené lodi jsou tvořeny z lomového zdiva smíšeného s cihlami. Tento materiál je místy doplněn kvádry ze zbourané románské části. O tom, že byla loď prodloužena až po období gotiky, dobře indikují nástěnné malby. Terénní průzkum ukázal, že stavební materiál horní a dolní části lodě se liší. Dolní část je zpracována kvalitněji, kameny jsou lépe opracovány i kladeny.

## Interiér

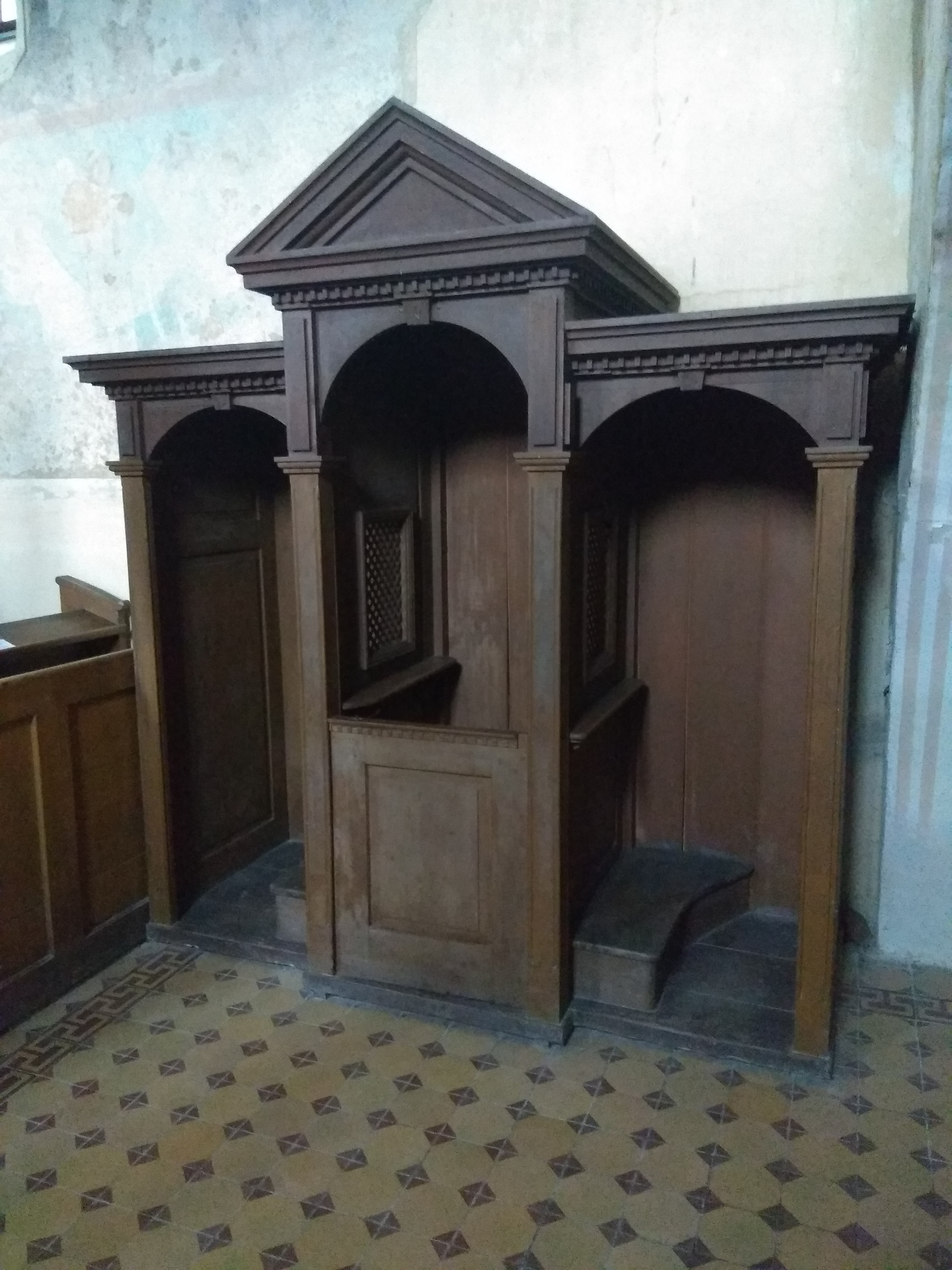
Zpovědnice v kostele

Hlavní oltář je rokokový a pochází z půlky 18. století. Jsou na něm dva monstrancové relikviáře, jeden sv. Benigna na straně evangelijní, druhý sv. Emiliany na straně epištolní.
Na evangelijní straně lodi se nachází barokní kazatelna. Je ze dřeva, její polychromování však vyvolává dojem zeleného a hnědého mramoru. Na epištolní straně u kruchty stojí zpovědnice.
Nad posledními lavicemi visí obrazy sv. Jana Nepomuckého, sv. Anežky České, sv. Josefa a sv. Václava.

### Nástěnné malby

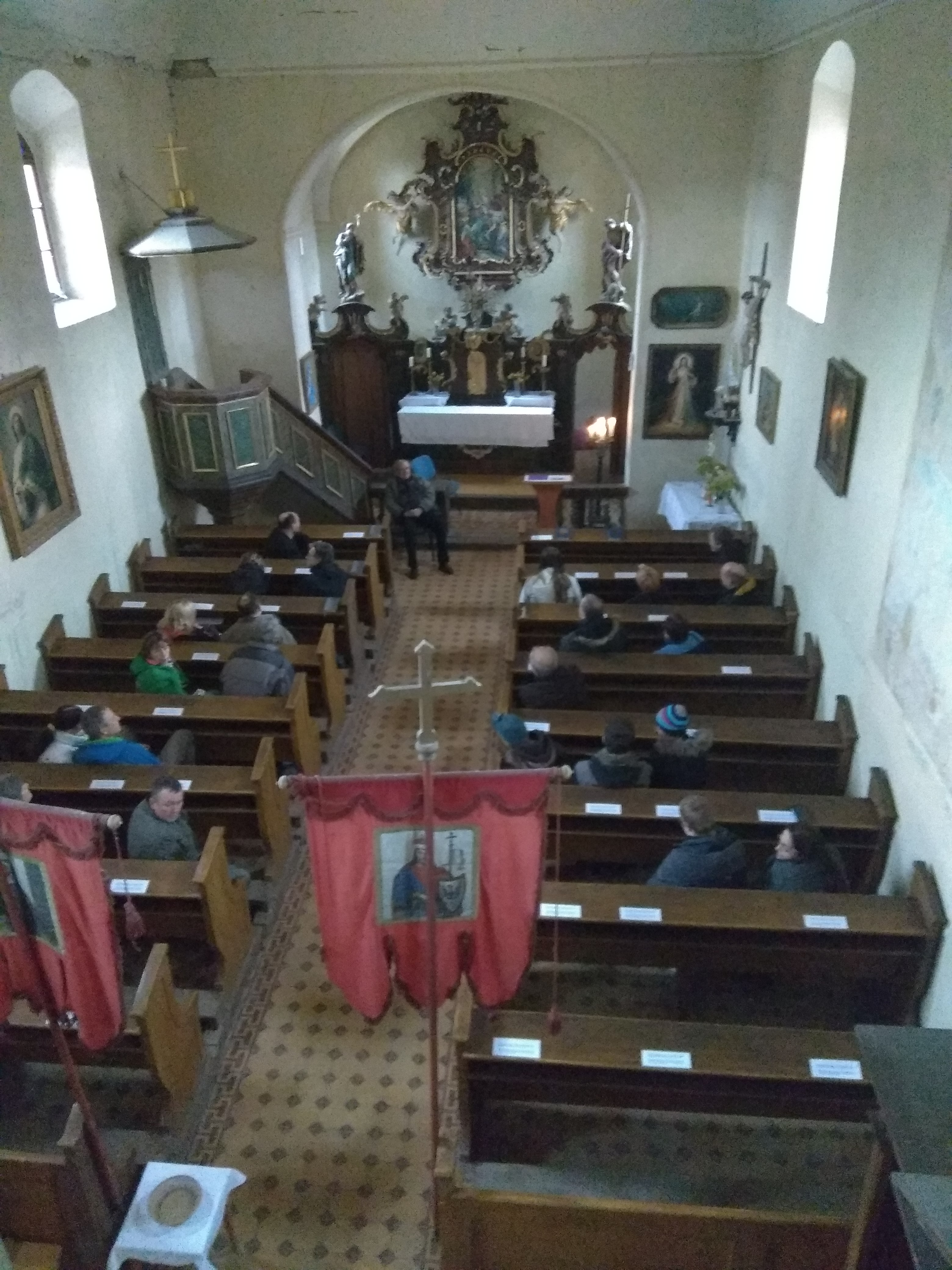
Interiér kostela

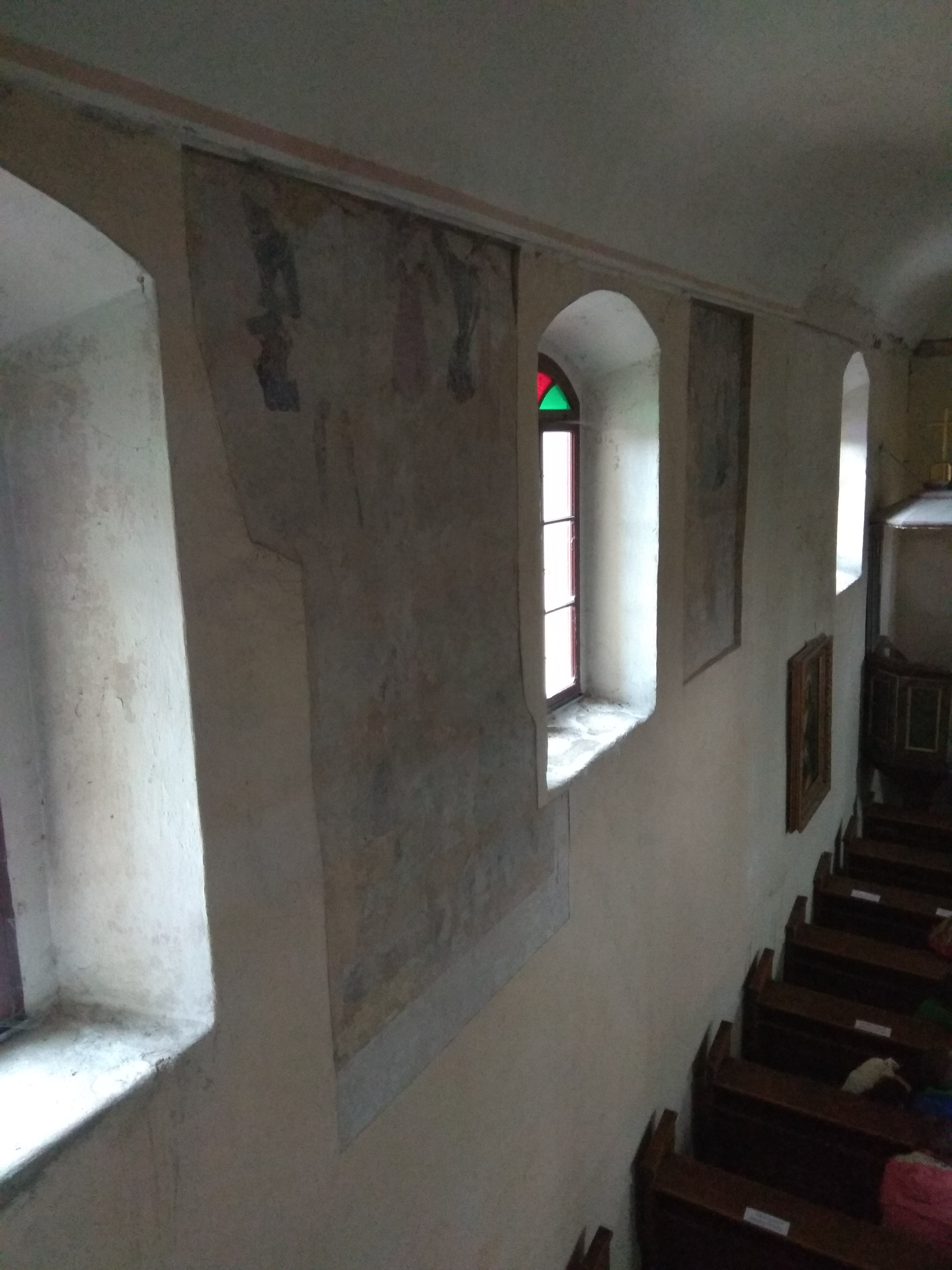
Nástěnné malby v kostele

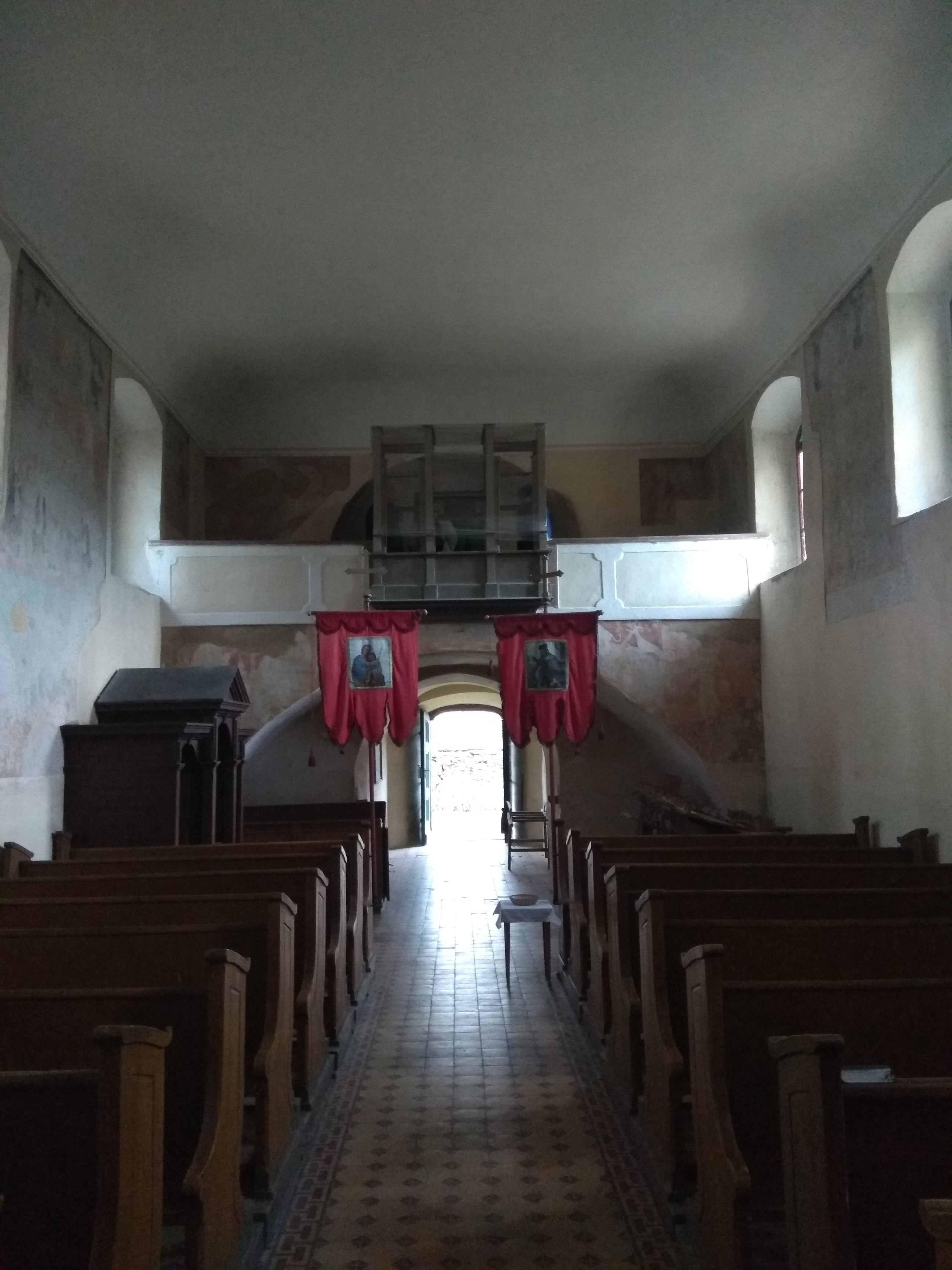
Interiér s viditelnou skříní na varhany na kůru

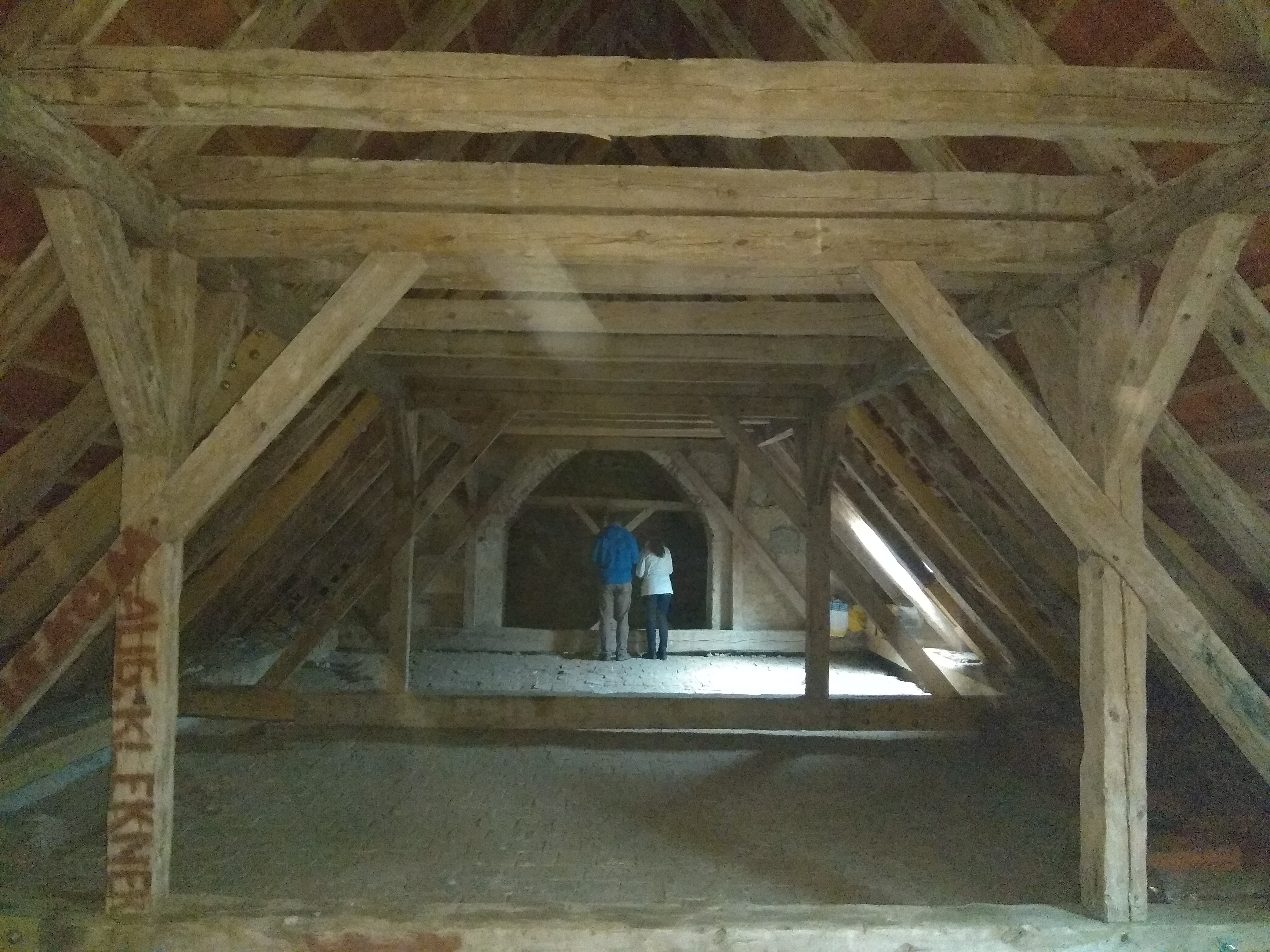
Podkroví kostela

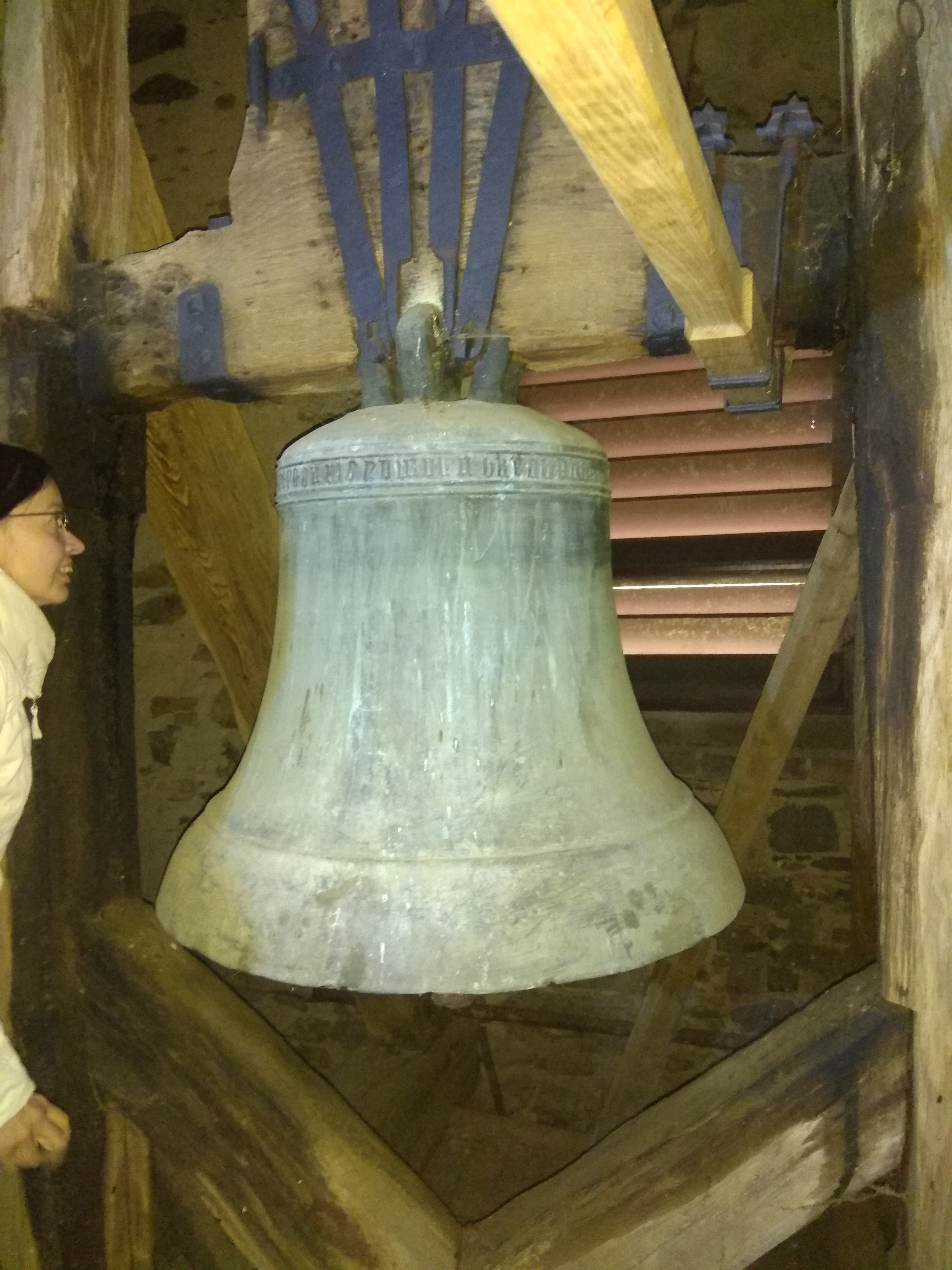
Zvon ve věži

Interiér kostela je vymalován nástěnnými malbami, které byly odkryty v roce 1933 a zrestaurovány B. Čílou o 4 roky později. Od západu se v dolním pásu odvíjí dobře čitelná malba Klanění tří králů. Scéna je situována do krajiny, která je vyznačena úzkým pruhem terénu se stromem s kulovitou korunou. Vlevo sedí Panna Marie, na klíně má nahého Ježíška, který natahuje ruku k prvnímu králi, který mu předává ciborium. Panna Marie sedí vzpřímeně a je zahalena do červenohnědého pláště. Druhý král se obrací vpravo ke třetímu králi. Třetí král kráčí směrem k Ježíškovi. Má hnědé vlasy a krátké vousy, ve vlasech má žlutou korunku. Za králem stojí pravděpodobně pacholek, který se zřejmě staral o koně, tato část malby je ale značně poničená. Rozměry malby jsou 150 x 200 cm.
Scéna vlevo od Klanění tří králů bývá označována jako Seslání Ducha svatého nebo Madona mezi světicemi. Malby bohužel nejsou v tak dobrém stavu, aby toto bylo možné určit. Pozadí obrazu je blankytně modré, uprostřed sedí Panna Marie, která je obklopená skupinou buď apoštolů nebo světic. Madona byla zobrazena frontálně, dnes je z ní poznat pouze obrys a žlutá svatozář. Postavy okolo ní mají zachovalé oblé tváře s hnědými vlasy a velkými svatozářemi. Na každé straně od Madony jsou patrné čtyři postavy, lze se tedy přiklánět k verzi, že jde spíše o Pannu Marii mezi světicemi.
Nad Madonou se světicemi je zachována scéna Zmrtvýchvstání Krista se třemi zbrojnoši. Dále vlevo od Krista se nachází anděl, ukazující třem Mariím, které přicházejí zleva, zázrak Zmrtvýchvstání. Z Kristovy tváře je možné rozpoznat hnědočervenou kresbu očí a nosu. Dobře znatelná je svatozář. Kristus je oděn v nesepnutém plášti, který se nahoře otevírá. Anděl vlevo je výrazně menší, než postava Krista a má též dobře zachovalou svatozář. Je zobrazen s profilu s nakročenou levou nohou směrem ke Kristovi, natahuje k němu i pravou ruku. Vlevo od anděla se dá vytušit Máří Magdalena oděná ve světlém rouchu a zelených šatech. Přináší nádobu s mastí, která se dobře zachovala v červenohnědém podkresbě a žluté barvě. Další z Marií má na sobě červené šaty.
V prostředním pásu vpravo od okna je namalováno Nanebevstoupení Páně. Uprostřed obrazu nad šedým pahorkem je zřetelné torzo bílého šatu Spasitele a jeho chodidla. Po obou stranách Krista se nacházejí pravděpodobně apoštolové s jasně žlutými svatozářemi a krátkými nebo vůbec žádnými vousy. První dva apoštolové v popředí jsou odění v černých nesepnutých pláštích , které jim spadají volně přes ramena. Další apoštolové byli oděni pravděpodobně v zeleném, dnes se to na modrém pozadí však již jen těžko určuje. Rozměry malby jsou zhruba 150 x 180 cm.
Horní třetí pás je částečně poničen snížením původního stropu. Vlevo od okna se nachází kompozice Přibíjení Krista na kříž. Kristus je zobrazen úhlopříčně a pod ním se dají matně poznat postavy dvou biřiců. Malba je dnes velmi nezřetelná, zachoval se tvar Kristova hrudního koše a částečně štíhlé dlouhé nohy a drobná hlava s hnědými vlasy. Oděn byl v černých šatech a modrých nohavicích. Gesta jeho rukou nejsou zřetelná. Sedící biřic přitloukal Kristovi nohy ke kříži, druhý muž pak pravicí Kristovu ruku.
Vpravo od okna je částečně zachovaná Kalvárie se třemi kříži. Dochován však není Kristus na kříži. Z prostředního kříže je vidět pouze spodní část s Kristovýma nohama. Na malých křížích po stranách jsou patrná ukřižovaná těla lotrů. Na obraze byl pravděpodobně neobvyklý doprovod Krista, ten dnes již není zachován, pouze na levé straně je možné rozpoznat torza dvou postav. Rozměry malby jsou cca 150 x 180 cm.
Na jižní stěně dále k západu pokračuje pašijový cyklus Kladením do hrobu. Zachovaná je pouze pravá část kostela. Kristus byl kladen do oranžovočerveného lehce úhlopříčného sarkofágu, spatřit lze světlé nohy. Za sarkofágem jsou dvě stojící postavy, asi jde o zbožné ženy. Levá postava je oděná v červenohnědý plášť a bílý spodní šat. Z pravé postavy se zachovalo torzo hlavy a hnědého účesu. Na sobě měla zčernalý plášť otevírající se na hrudi a přehozený přes ramena. Západní stěna lodi je dnes prakticky nečitelná.
Na severní straně lodi kostela začínal pašijový cyklus západně orientovanou scénou nacházející se v původním středním pruhu maleb. Zachycuje Bičování Krista, v horním pásu je umístěné Svlékání Krista nebo Zajetí Krista. Na malbě Bičování Krista zaujme, že Kristus je znázorněn u sloupu. Na sobě má jen bederní roušku. Po stranách se dají rozpoznat stopy po dvou biřicích oděných původně v modrý a dnes již zčernalý šat. Ze Zajetí Krista se dochovaly pouze části čtyř postav. Malba má rozměry cca 300 x 150 cm.
Další dvě scény se nacházejí východně od okna. Od sebe jsou odděleny červenou lištou. Horní scéna zřejmě znázorňuje Krista na hoře Olivetské. Zachovaná je částečně postava Krista a tří apoštolů, dolní scéna se nedochovala téměř vůbec.
Datumovat by se malby daly do 80. let 14. století. Objeveny byly pod silnou vrstvou barokní omítky. Ve srovnání se soudobými malbami jsou výjevy velmi barevné.

### Varhany
Varhany do olešského kostela sestrojil kolem roku 1880 Karel Schiffner. Jsou umístěny do pseudogotické skříně, která je vestavěná do zábradlí kůru. Píšťaly jsou umístěny za zády varhaníka. Skříň je tvořena symetrickými věžemi o sedmi píšťalách. Prospektové píšťaly jsou vyrobeny s cínu a jako jedny z mála se mohou pyšnit tím, že přežily 1. světovou válku, kdy byly barevné kovy zabavovány. Varhany mají 6 manuálových rejstříků, jeden pedálový a 430 píšťal. Mají vybudovanou spojku ovládanou táhlem. Kvůli špatnému technickému stavu varhany již nehrají. Dřevěné části byly napadeny červotočem, kůže měchů je zpuchřelá a místy děravá, měchy umístěné tehdy ve věži, jsou nefunkční zcela. Další poškození způsobila kuna, která několik desítek cínových píšťal vytáhla, některé ohnula a rozkousala. V současnosti (listopad 2017) čekají na opravu. Od roku 2012 jsou uschovány v jažlovickém kostele.

### Zvony
První zvon byl slit v druhé polovině 15. století a v současnosti je to také jediný zvon na věži. Zasvěcení je pravděpodobně stejné jako kostelu. Hmotnost se odhaduje na 400 kg, průměr dolního věnce je 84 cm. Zvon je charakteristický vyklenutým čepcem a hluboko zapuštěnou základnou koruny. Plášť je jednoduchý, bez jakékoliv výzdoby, na věnci je však nápis. Pravděpodobně jde o šifru, text je nerozluštitelný, některá písmena jsou pána obráceně. Zvon má stále původní příslušenství, tzn. dubovou závěsnou hlavu s železným kováním a kyjovitým srdcem z kujného železa. To je v současnosti přivázáno neodborně a chybně, nedoporučuje se tedy na zvon zvonit, mohlo by dojít k jeho prasknutí. Zvon ještě nebyl nikdy otočen, na místě dopadu srdce při zvonění je tedy zvon znatelně otlučen. Zvonění je stále zajišťováno ručně, nikoliv elektrickým pohonem.
Další dva zvony pro kostel byly slity v roce 1694 Michaelem Schönfeldtem, na tomto zvonu byl německo-latinský nápis a v roce 1711 Antonínem Schönfeldtem. Na tomto zvonu byl český nápis.